# Highland Beach (Floride)
Pour les articles homonymes, voir Highland Beach.
Highland Beach est une ville américaine située dans le comté de Palm Beach en Floride. En 2007 sa population est de 3 988 habitants.

## Démographie
| 1950 | 1960 | 1970 | 1980  | 1990  | 2000  |
| ---- | ---- | ---- | ----- | ----- | ----- |
| 52   | 65   | 624  | 2 030 | 3 209 | 3 775 |

| 2010  | - | - | - | - | - |
| ----- | - | - | - | - | - |
| 3 539 | - | - | - | - | - |

## Source de la traduction
- (en) Cet article est partiellement ou en totalité issu de l’article de Wikipédia en anglais intitulé « Highland Beach, Florida » (voir la liste des auteurs).